# Bureau of Ships
Das Bureau of Ships (BuShips; deutsch Schiffsamt) der US Navy entstand durch die Zusammenlegung des Bureau of Construction and Repair und des Bureau of Engineering durch ein am 20. Juni 1940 vom Kongress der Vereinigten Staaten beschlossenes Gesetz. Die Aufgabe der Organisation war die Führung des Ships Data Book (Schiffsdatenbuch), einem Vorläufer des Naval Vessel Register der US Navy. Zum Leiter der Organisation wurde der ehemalige Leiter des Bureau of Engineering RAdm. Samuel M. Robinson ernannt, sein Stellvertreter wurde der ehemalige Leiter des Bureau of Construction and Repair RAdm. Alexander H. Van Keuren.
Am 9. März 1966 wurde das Bureau of Ships im Zuge der Neuorganisation des Bureau-Systems der US Navy abgeschafft. Nachfolger wurde das Naval Ship Systems Command, das jetzt als Naval Sea Systems Command (NAVSEA) geführt wird.